# Max Wolf (Journalist, 1899)
Max Wolf (* 1899; † wohl 1962) war ein Schweizer Journalist.

## Leben und Tätigkeit
Wolf, der aus dem Kanton Solothurn stammte, wurde im Frühjahr 1933, damals noch Student, inoffizieller Korrespondent des Manchester Guardian in Berlin, um den vom Reichspropagandaministerium aus Deutschland ausgewiesenen bisherigen Redakteur dieser Zeitung in der deutschen Hauptstadt, Charles Lambert, zu ersetzen. Bald wurde er dem als neuer offizieller Korrespondent des Guardians in das Land geschickten Frederick August Voigt als Partner zur Seite gestellt.
Bis 1936 hatte Wolf dann als Haupt-Agent der britischen Zeitung in Berlin Informationen und Material über aktuelle Ereignisse, Zustände und Entwicklungen im NS-Staat zu beschaffen, die er Voigt als Grundlage zur Abfassung von kritischen Artikeln über das Hitler-Regime zuspielte. Auch die französische Botschaft erhielt seine Informationen zugestellt. 
Um der Überwachung durch die nationalsozialistischen Polizeiorgane und Spitzel zu entgehen, wurden die von Wolf beschafften Materialien zumeist von Zwischenträgern in dem Berliner Guardian-Büro abgeliefert. 1935 floh er für einige Wochen in die Schweiz, da er fürchtete, dass die Gestapo ihm auf die Spur gekommen sei, kehrte jedoch schliesslich nach Berlin zurück.
Im Frühjahr 1936 verliess Wolf Deutschland endgültig. Er war von den deutschen Behörden wegen staatsfeindlicher Betätigung zur Fahndung ausgeschrieben worden, konnte jedoch – nachdem er die Durchgabe seines Steckbriefs im Radio hörte – rechtzeitig mit einem Nachtzug nach Prag entkommen. Er zog daraufhin nach England, wo er Mitarbeiter in der Hauptredaktion des Manchester Guardian wurde.
Von den nationalsozialistischen Polizeiorganen wurde Wolf nach seiner Flucht als Staatsfeind eingestuft: Im Frühjahr 1940 setzte das Reichssicherheitshauptamt in Berlin ihn auf die Sonderfahndungsliste G.B., ein Verzeichnis von Personen, die im Falle einer erfolgreichen deutschen Invasion Großbritanniens durch die Sonderkommandos der SS-Einsatzgruppen mit besonderer Priorität ausfindig gemacht und verhaftet werden sollten.
Seit 1948 gehörte Wolf dem IKRK als Sonderberater des Präsidenten desselben an.

## Familie
Seit 1940 war Wolf mit Anita Warburg (1908–2008), einer Tochter des Bankiers Max Warburg verheiratet.